# Премия Национального совета кинокритиков США за лучший оригинальный сценарий
Премия Национального совета кинокритиков США за лучший оригинальный сценарий — престижная премия некоммерческой старейшей киноорганизации Америки — Национального совета кинокритиков, вручающаяся с 2003 года.

## Победители
† — премия «Оскар» за лучший оригинальный сценарий

‡ — номинация на «Оскар» за лучший оригинальный сценарий

Информация предоставлена официальным сайтом Национального совета кинокритиков США

### 2000-е
| Церемония   | Фото лауреата | Сценарист                                     | Фильм                            |
| ----------- | ------------- | --------------------------------------------- | -------------------------------- |
| 75-я (2003) |               | Джим Шеридан, Кирстен Шеридан и Наоми Шеридан | «В Америке» ‡                    |
| 76-я (2004) |               | Чарли Кауфман                                 | «Вечное сияние чистого разума» † |
| 77-я (2005) |               | Ноа Баумбах                                   | «Кальмар и кит» ‡                |
| 78-я (2006) |               | Зак Хелм                                      | «Персонаж»                       |
| 79-я (2007) |               | Диабло Коди                                   | «Джуно» †                        |
| 79-я (2007) |               | Нэнси Оливер                                  | «Ларс и настоящая девушка» ‡     |
| 80-я (2008) |               | Ник Шенк                                      | «Гран Торино»                    |
| 81-я (2009) |               | Братья Коэн                                   | «Серьёзный человек» ‡            |

### 2010-е
| Церемония   | Фото лауреата | Сценарист                   | Фильм                        |
| ----------- | ------------- | --------------------------- | ---------------------------- |
| 82-я (2010) |               | Крис Спарлинг               | «Погребённый заживо»         |
| 83-я (2011) |               | Уилл Райзер                 | «Жизнь прекрасна»            |
| 84-я (2012) |               | Райан Джонсон               | «Петля времени»              |
| 85-я (2013) |               | Братья Коэн                 | «Внутри Льюина Дэвиса»       |
| 86-я (2014) |               | Фил Лорд и Кристофер Миллер | «Лего. Фильм»                |
| 87-я (2015) |               | Квентин Тарантино           | «Омерзительная восьмёрка»    |
| 88-я (2016) |               | Кеннет Лонерган             | «Манчестер у моря» †         |
| 89-я (2017) |               | Пол Томас Андерсон          | «Призрачная нить»            |
| 90-я (2018) |               | Пол Шредер                  | «Дневник пастыря» ‡          |
| 91-я (2019) |               | Бенни и Джош Сафди          | «Неогранённые драгоценности» |

### 2020-е
| Церемония   | Фото лауреата | Сценарист       | Фильм               |
| ----------- | ------------- | --------------- | ------------------- |
| 92-я (2020) |               | Ли Айзек Чун    | «Минари» ‡          |
| 93-я (2021) |               | Асгар Фархади   | «Герой»             |
| 94-я (2021) |               | Мартин Макдонах | «Банши Инишерина» ‡ |